# Cristo de Havana

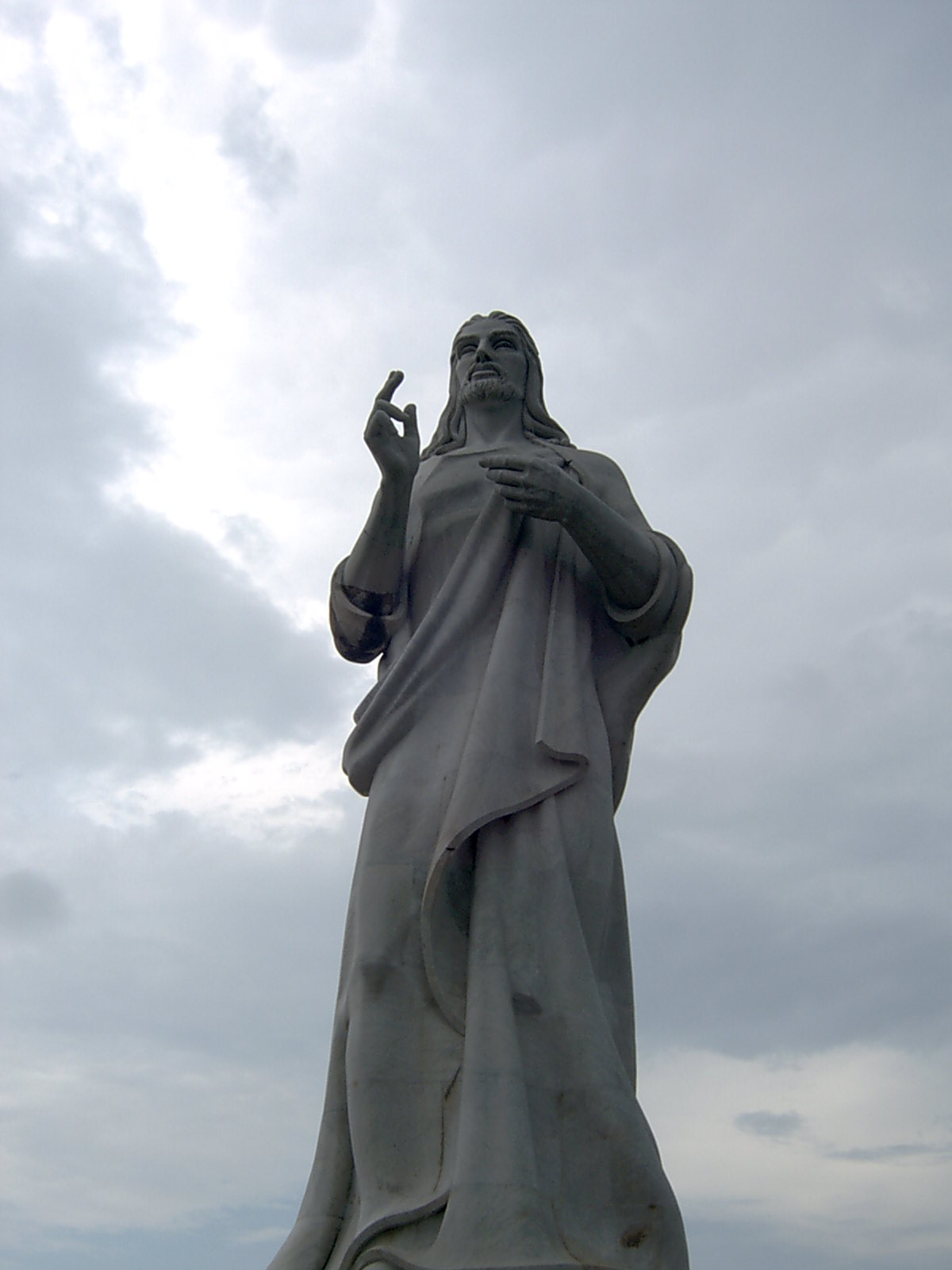
O Cristo de Havana

O Cristo de Havana (Cristo de La Habana, em espanhol) é uma estátua representando Jesus Cristo, localizada em Havana, Cuba. A estátua é de autoria da escultora cubana Jilma Madera, cujo projeto foi eleito em 1953. Foi inaugurado em 1959 por Fidel Castro nas proximidades da Fortaleza de San Carlos de La Cabaña e possui 20 metros de altura, erguendo-se a 51 metros de altitude.